# 舒兹
舒兹（Shutu）是古巴比伦神话中的一种风魔，是阿奴（Anu）的手下，能吹出风暴，有时会带雨。有一次吹翻了正在钓鱼的埃达帕（Adapa）的船，被埃达帕拔光了羽毛。